# Andrzej Czyżowski (dziennikarz)

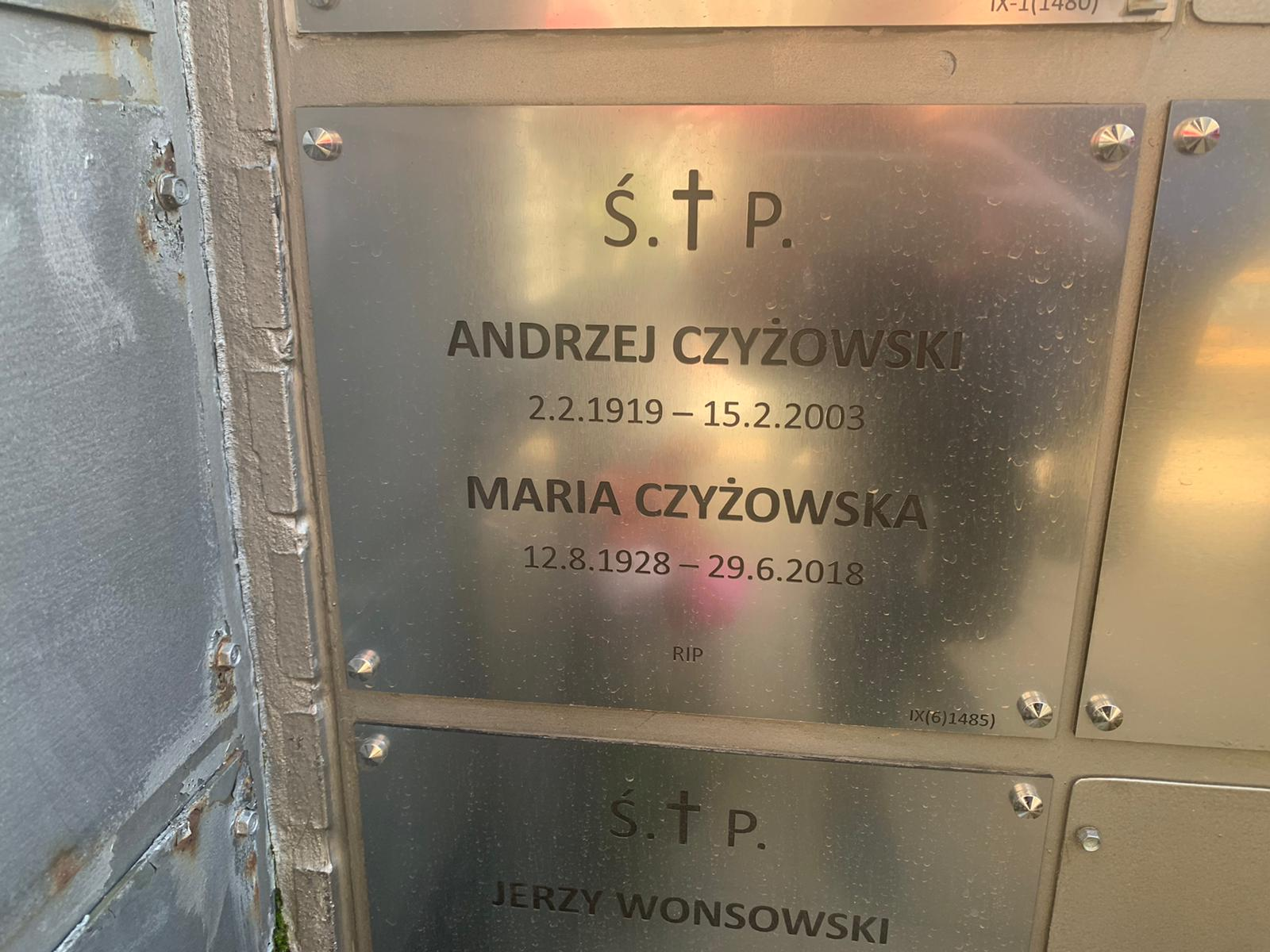
Grób Andrzeja Czyżowskiego

Andrzej Czyżowski (ur. 2 lutego 1919 w Nowym Sączu, zm. 15 lutego 2003 w Londynie) – polski dziennikarz emigracyjny, pracownik Rozgłośni Polskiej Radia Wolna Europa (1966-1985), redaktor naczelny londyńskiego „Dziennika Polskiego” (1986–1992).

## Życiorys
Od 1926 mieszkał z rodzicami w Bydgoszczy, w 1938 zdał w tamtejszym gimnazjum egzamin maturalny. Jego szkolnym kolegą był Tadeusz Nowakowski. W 1938 rozpoczął naukę w Szkole Podchorążych Rezerwy przy 61 Pułku Piechoty w Bydgoszczy. W wojnie obronnej we wrześniu 1939 walczył w obronie Warszawy, gdyż nie dotarł do swojego macierzystego oddziału. Jesienią 1939 przedostał się do Francji i służył tam w Wojsku Polskim, w 5 Małopolskim Pułku Strzelców Pieszych. Po zakończeniu kampanii francuskiej został internowany w Szwajcarii. Publikował tam w piśmie „Pamiętnik Literacko-Naukowy”. Przed końcem II wojny światowej uciekł z internowania i został żołnierzem 2 Korpusu Polskiego. Po zakończeniu działań wojennych pracował w „Gazecie Żołnierza” wydawanej w Bari. W 1946 zamieszkał w Wielkiej Brytanii, był prywatnym przedsiębiorcą. W 1966 został pracownikiem Rozgłośni Polskiej Radia Wolna Europa, kolejno w redakcji dziennika radiowego, dziale nasłuchu (od 1969), dziale przeglądu prasy polskiej (od 1974) i ponownie dzienniku radiowym (od 1978). W 1985 przeszedł na emeryturę w RWE. W marcu 1986 został podsekretarzem stanu w Ministerstwie Informacji w rządzie Kazimierza Sabbata. 29 maja 1986 został ministrem informacji w rządzie Edwarda Szczepanika, ale już 1 października tego roku został odwołany z tej funkcji na własną prośbę w związku z objęciem funkcji redaktora naczelnego londyńskiego Dziennika Polskiego, którym pozostawał do 1991. 
11 listopada 1990 został odznaczony przez Prezydenta RP na Uchodźstwie Krzyżem Komandorskim Orderu Odrodzenia Polski.
Opublikował wspomnienia Werble i tarabany: moja wojna i niepokój (2001).
Pochowany na cmentarzu św. Andrzeja Boboli w Londynie. 